# Varanus brevicaudus
Espèce
Synonymes
- Varanus brevicauda Boulenger, 1898

Statut CITES
Varanus brevicaudus, le Varan à queue courte, est une espèce de sauriens de la famille des Varanidae.

## Répartition
Cette espèce est endémique d'Australie. Elle se rencontre dans le Territoire du Nord, au Queensland, en Australie-Méridionale et en Australie-Occidentale.

## Description
C'est un reptile terrestre typique. La couleur de base va du marron au beige, avec de nombreuses marques sombres ou des points clairs. C'est sans doute la plus petite espèce de varan, avec une taille de 20 cm, les plus grands spécimens atteignant les 25 cm. C'est la plus petite espèce des varans d'Australie.
C'est principalement un insectivore, mais qui consomme également des œufs à l'occasion.

## Étymologie
Le nom spécifique brevicaudus vient du latin brevis, court, et de cauda, la queue, en référence à l'aspect de ce saurien.

## Publication originale
- Boulenger, 1899 "1898" : Third report on additions to the lizard collection in the Natural History Museum. Proceedings of the Zoological Society of London, vol. 1898, p. 912-923 (texte intégral).